# Honda Vamos
Honda Vamos — серия автомобилей особо малого класса, выпускавшихся с 1970 по 1973 и с 1999 по 2018 годы японской компанией Honda. Название «Vamos» в переводе с испанского и португальского означает «поехали».

## 1970—1973
Первое поколение Honda Vamos было представлено в ноябре 1970 года. Автомобили были основаны на Honda TN360.
Автомобили Honda Vamos первого поколения оснащались 354-кубовым двухцилиндровым бензиновым двигателем с воздушным охлаждением и верхним распредвалом. Заявленная мощность двигателя составляла 22 кВт (30 л. с.), а максимальная скорость — 90 км/ч.

В марте 1973 года автомобили Honda Vamos были сняты с производства в связи с введением новых стандартов безопасности. Всего было выпущено 2500 экземпляров.

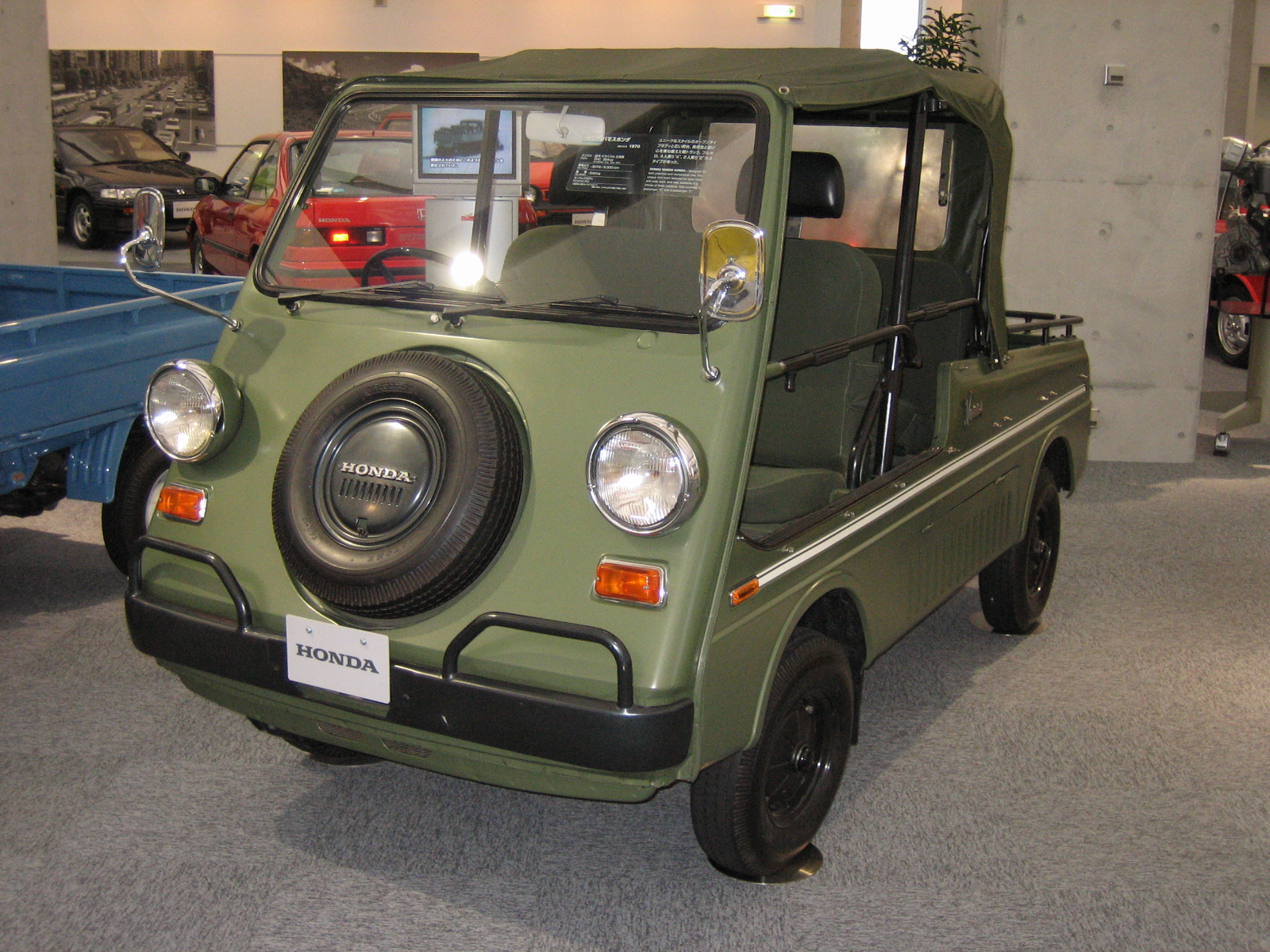
Вид спереди
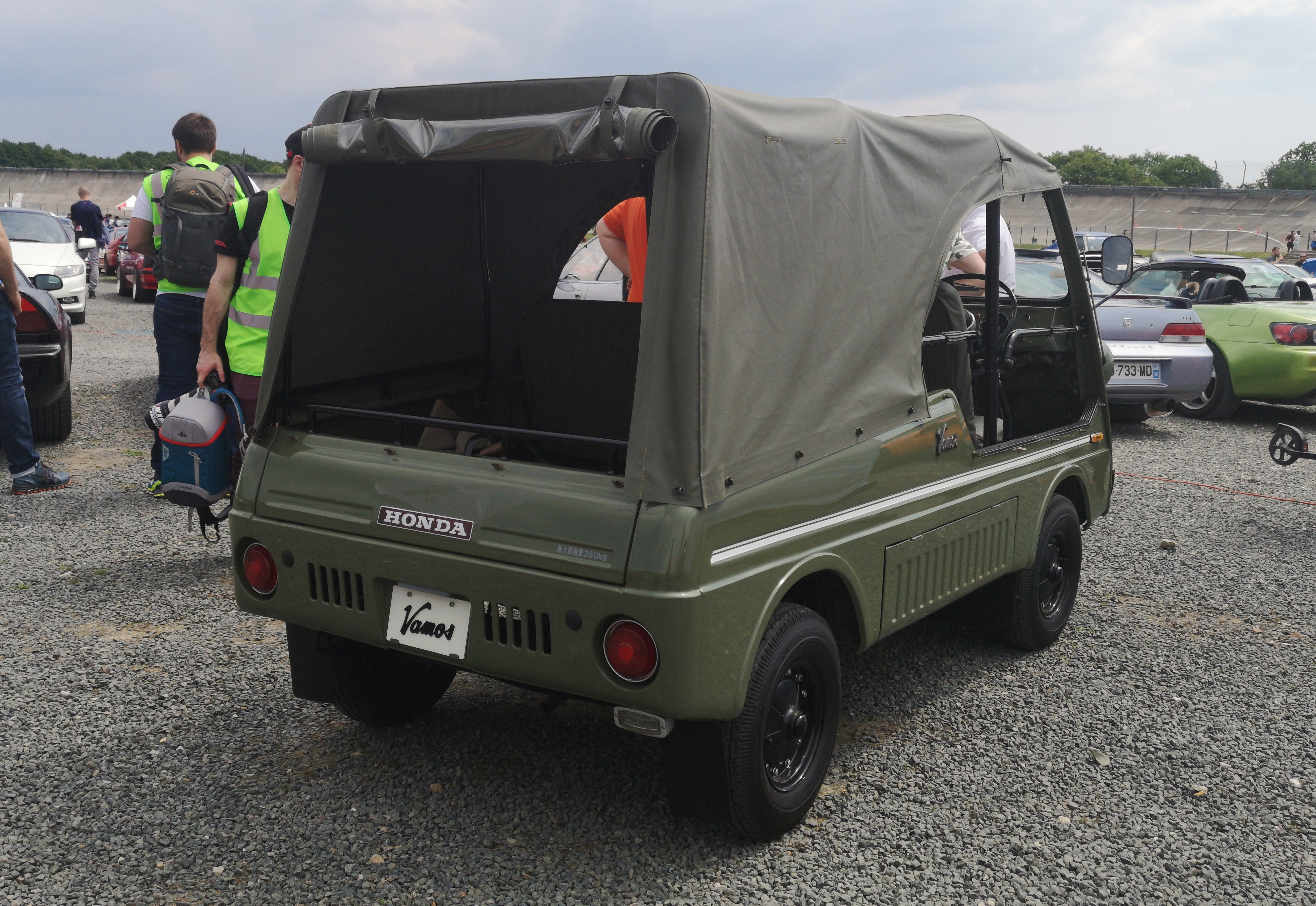
Вид сзади
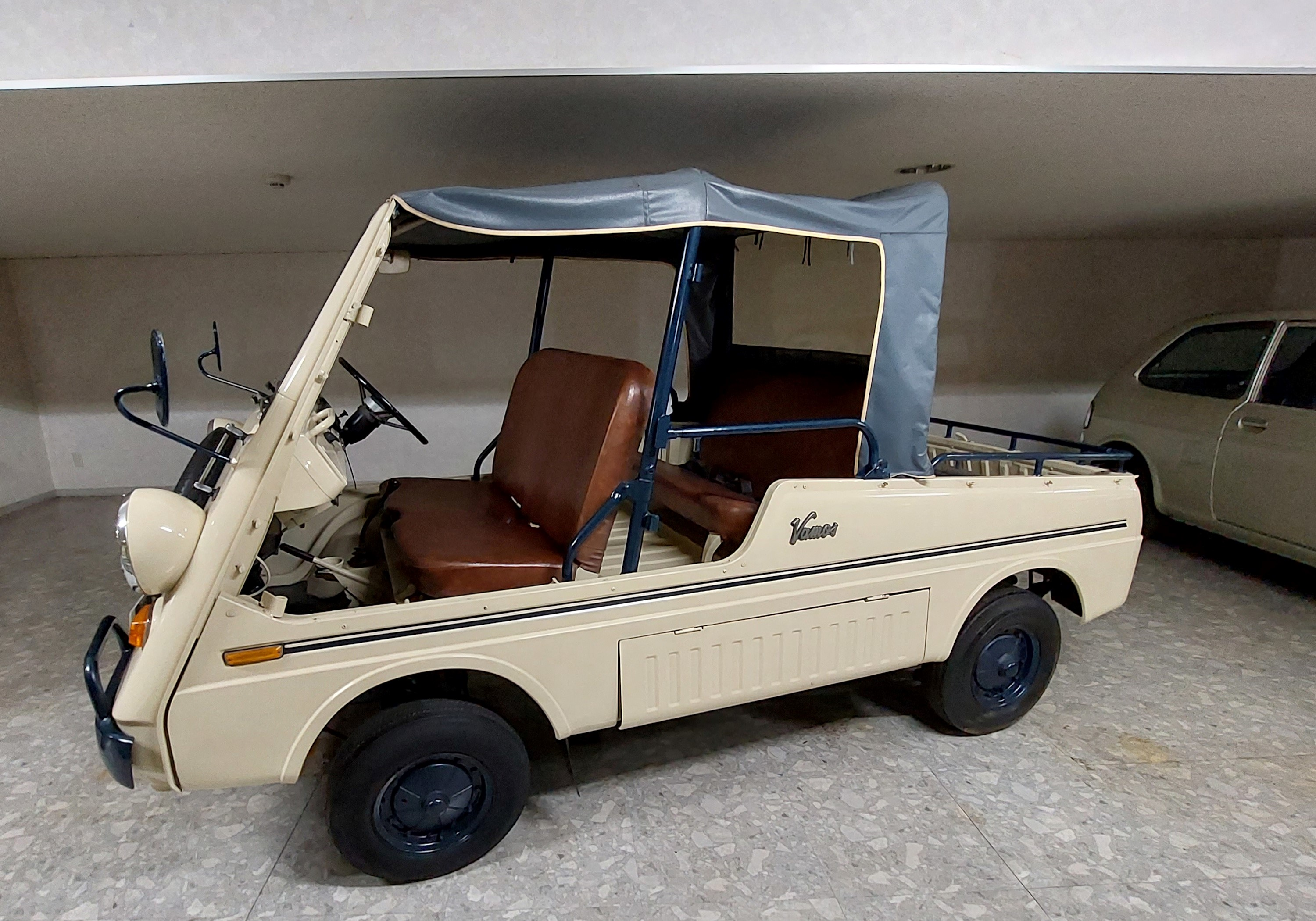
Vamos 4 со сдвижной крышей

## Vamos & Vamos Hobio
В июне 1999 года производство автомобилей Honda Vamos было возобновлено. Автомобили были основаны на Honda Acty. Изначально выпускалась только базовая модель, а в апреле 2003 года в модельный ряд был добавлен вариант Honda Vamos Hobio. Обе модели являются микровэнами. Автомобили оснащались рядными трёхцилиндровыми бензиновыми двигателями E07Z с клапанным механизмом SOHC. Заявленная мощность двигателя составляла 47 кВт (64 л. с.).

Производство Vamos и Vamos Hobio было прекращено 21 мая 2018 года, так как автомобиль не мог соответствовать новым стандартам безопасности при столкновении без обширного реинжиниринга. Преемником стал N-VAN, хотя разрозненные экземпляры существующих запасов продолжали продаваться до тех пор, пока в октябре 2019 года не был продан последний Vamos Hobio Pro.

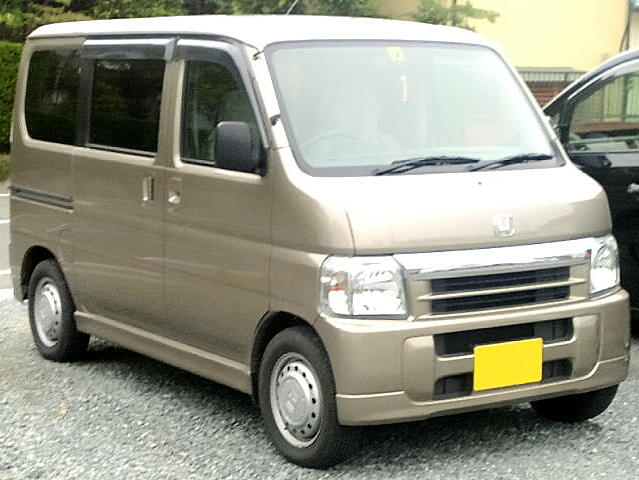
2001 Honda Vamos
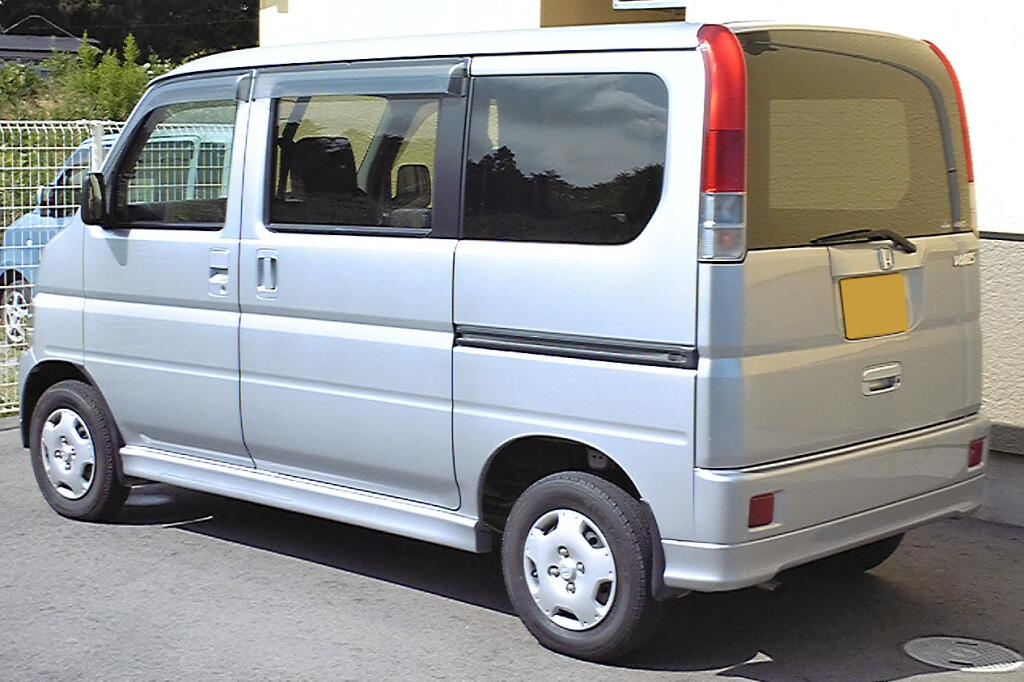
Вид сзади
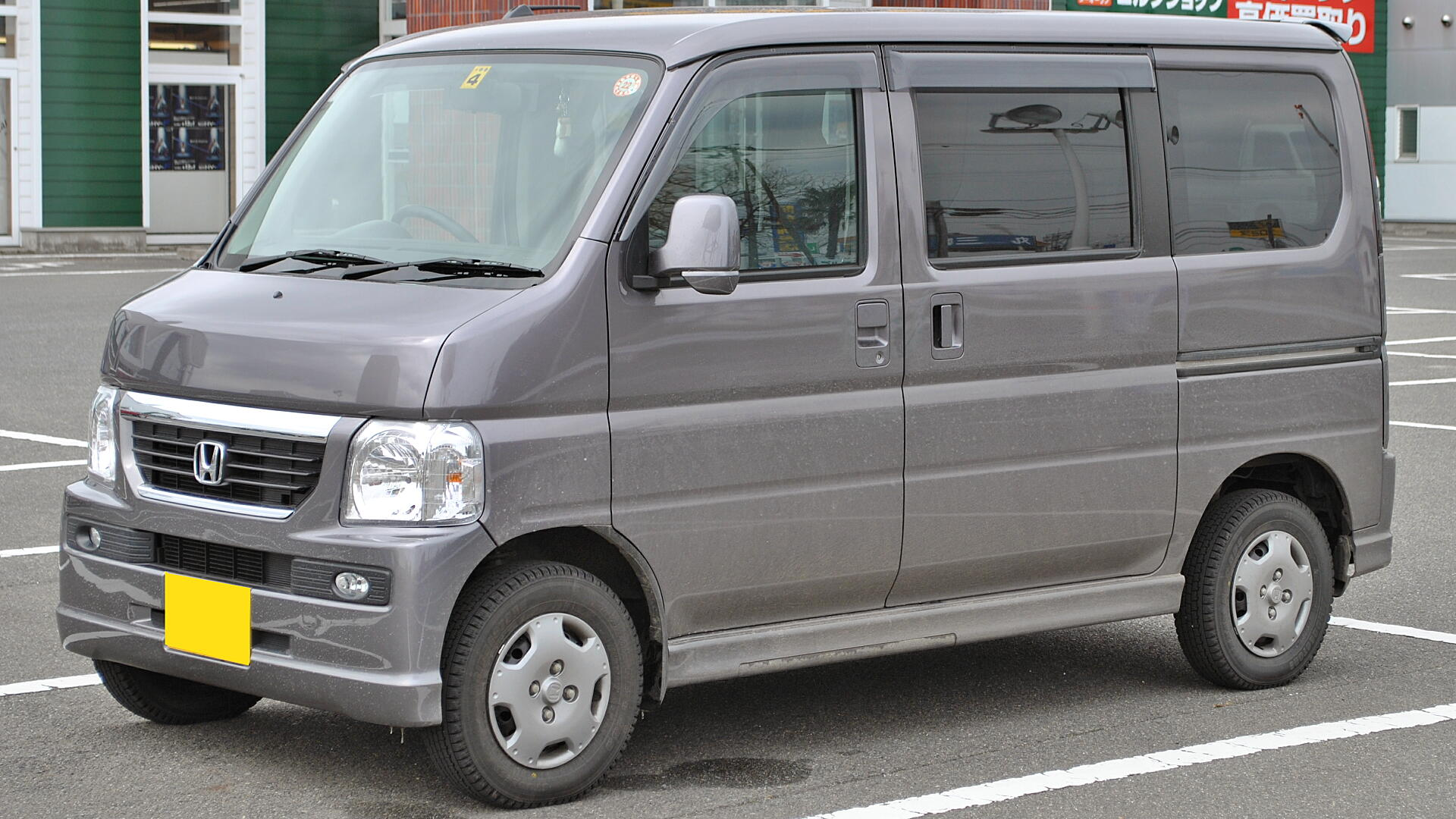
2007—2010 Honda Vamos
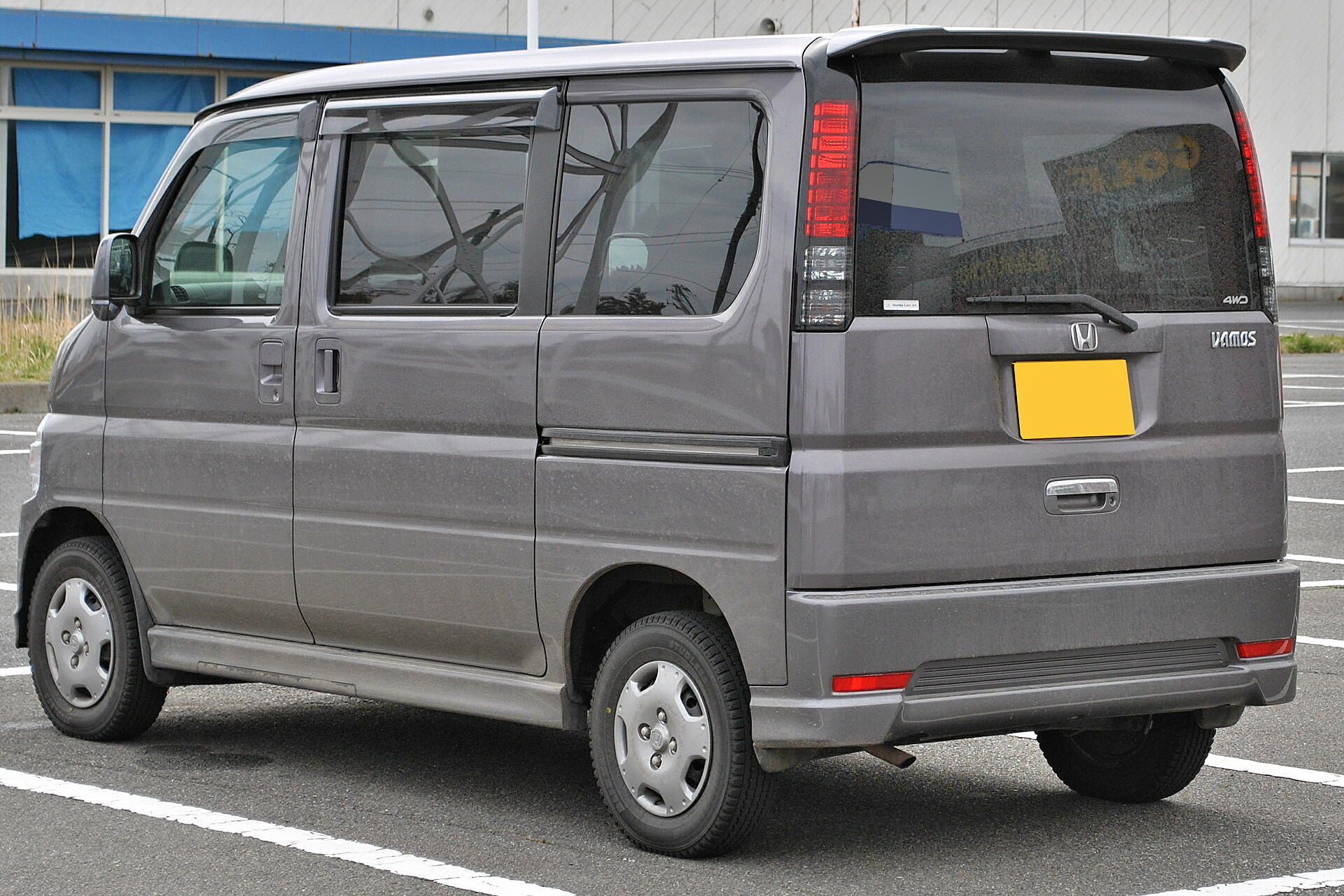
Вид сзади
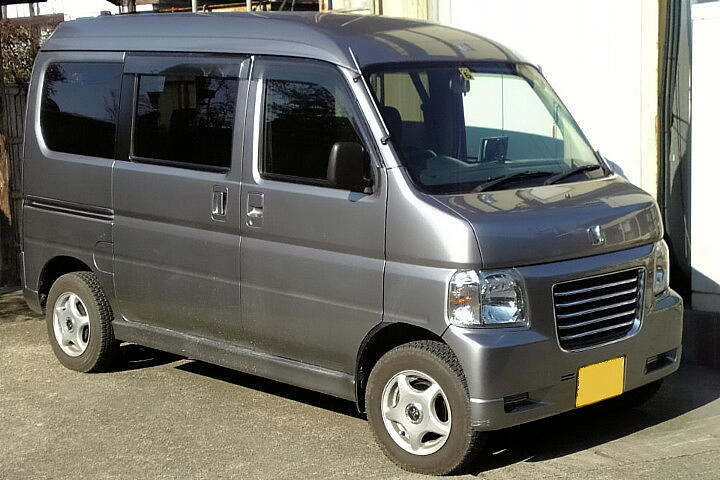
Vamos Hobio
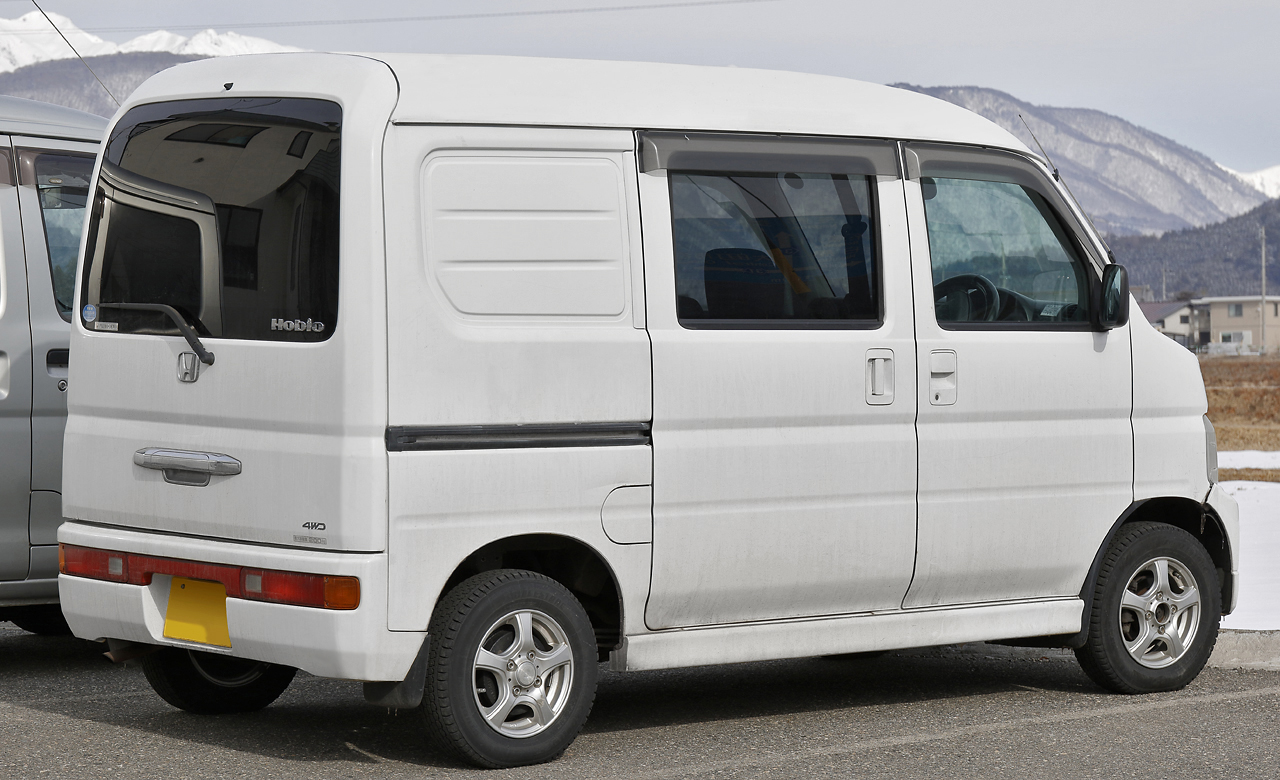
Vamos Hobio